# Соколине полювання

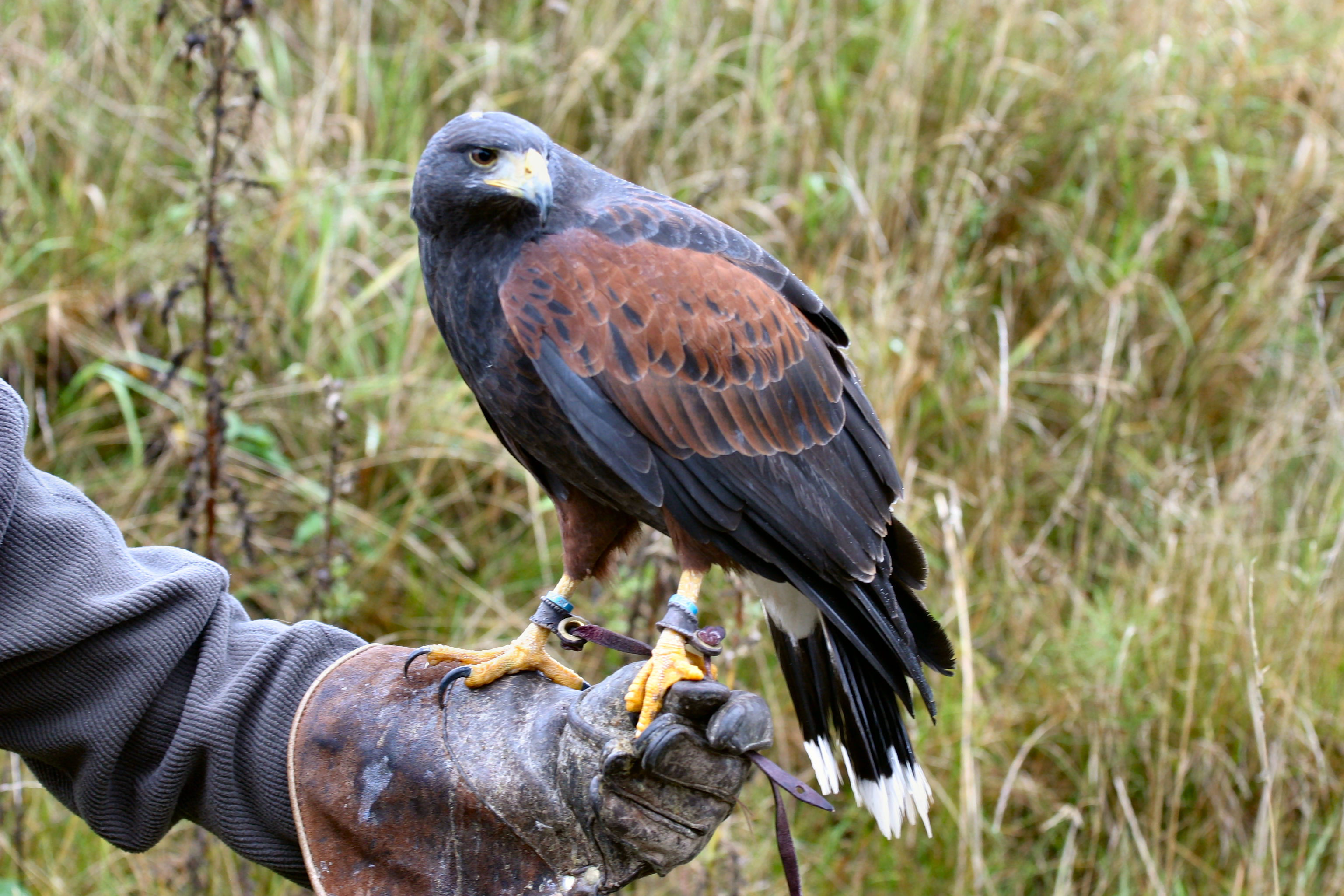
Полювання з хижим птахом — канюком пустельним (Parabuteo unicinctus)).

Соколине полювання або соколині лови — різновид полювання з використанням приручених хижих птахів переважно з ряду соколоподібних (родин соколових і яструбових) для ловіння здобичі. Спортивне чи промислове полювання з птахами називають соколярством чи сокольництвом.
Мисливців, які займаються соколиним полюванням, називають сокольниками або соколярами.
Інколи полювання з птахами називають відповідно до назви мисливського птаха: яструбиними чи орлиними ловами. Проте більшість посібників щодо полювання з птахами відносить їх до різновидів соколиного полювання.
Культура соколиного полювання була розвинена практично в усіх країнах Євразії та деяких регіонах Північної Америки. Проте із розвитком сільського господарства та збільшенням питомої ваги вогнепальної зброї в мисливстві, соколине полювання занепало. Нині соколине полювання у більшості випадків є різновидом хобі.

## Історія

### Європа

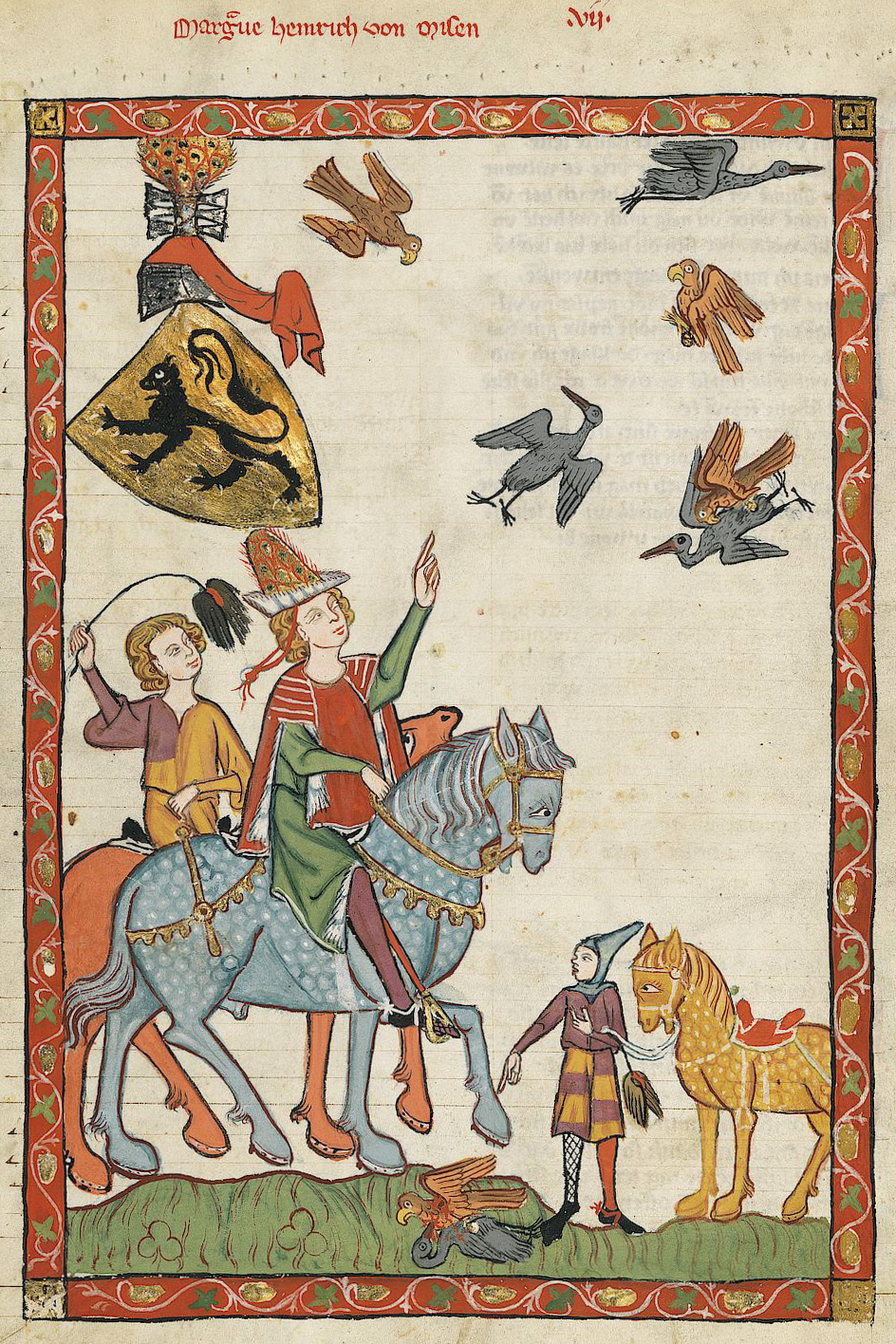
Соколині лови. Мініатюра з Манесського кодексу.

У Західній Європі соколине полювання набуло розквіту за часів правління Людовика XIII. Лови поділялися на декілька частин, залежно від «напусків» і птахів, на яких велося полювання. Кожна частина таких ловів очолювалася окремим королівським сокольником.

### Московія
У Московії, у роки правління царя Олексія Михайловича, соколине полювання вважалося основною монаршою забавою. На «дворах розваг» у селах Коломенське і Семенівське під Москвою утримувалося понад 3000 різних мисливських птахів. Вони були класифіковані за «статтями», які очолювали «керівні» сокольники. Останні мали під собою «рядових» сокольників, кречетників, яструбників. Перехід «рядових» у «керівні» супроводжувався пишною церемонією, що була визначена в «Уряднику сокольничого шляху». Окрім цих сокольників, у системі московського соколярства були посади сокольників ловчих, які наглядали за привозом птахів, пташиних стрільців, які забивали дичину для царського столу і були приписані до кречатні, місця зберігання і годівлі птахів, а також клобучний майстер, який виготовляв клобучки.

## Перебіг
Мисливських птахів носять на руці, яку захищає рукавиця із замші чи м'якої шкіри. Для переносу декількох птахів використовують клітку, яку носять на плечах. На ноги мисливських птахів одягають опутенки — шкіряні чи суконні кільця; в опутенки просувають довжик — ремінець для закріплення птаха на рукавиці; на ноги чи хвіст птаха прив'язуються бубонці, щоб він не міг заховатися в кущах зі здобиччю. Перед ловами на голову птахів надягають клобуки — особливі шапочки, які закривають їм очі. У середньовіччя також використовували пишно оздоблені нагрудники і нахвісники для птахів як прикраси. Здобич відбирають у птахів за допомогою вабила, яким також приманюють птаха, що промахнувся.
Найсприятливіша для соколиних ловів пора року — осінь, хоча часто лови проводять навесні і влітку. Зазвичай, мисливські птахи потребують відпочинку, тому їх слід використовувати через день, не доводячи до перевтоми.

## Мисливські птахи
- Соколи: балабан, сапсан, кречет, підсоколик великий, підсоколик малий;
- Яструби: яструб великий, яструб малий;
- Орли: беркут
- Сови: пугач, сипуха.

## Мисливське спорядження
- Рукавиця — знаряддя, що захищає руку мисливця від кігтів мисливського птаха.
- Клобук — шкіряний ковпачок на голову мисливського птаха, що закриває йому очі.
- Вабило — знаряддя з прив'язаних до мотузки одного-двох крил для приманювання мисливського птаха та відбирання у нього здобичі.
- Опутенки — шкіряні чи суконні кайданники на ноги мисливського птаха.
- Довжик — ремінець для опутенок для закріплення мисливського птаха на рукавиці.
- Бубонці — брязкальця для визначення місцезнаходження мисливського птаха, що вилетів за здобиччю.
- Карабін (вертлюг)
- Сумка
- Стилет

## Законодавча база в Україні
Усі хижі птахи в Україні підлягають охороні, відповідно до Закону України «Про тваринний світ». Тому їх не можна вилучати з природи з метою використання як ловчих птахів. Ще більш жорстко регулюється питання використання видів хижих птахів, занесених до Червоної книги України — за їхнє вилучення передбачений штраф (компенсація) в розмірі від 48 тис. до 120 тис. грн за одного птаха. Тому законним є використання лише хижих птахів, вирощених у спеціальних центрах. Така практика широко використовується у країнах Західної Європи.

## Галерея

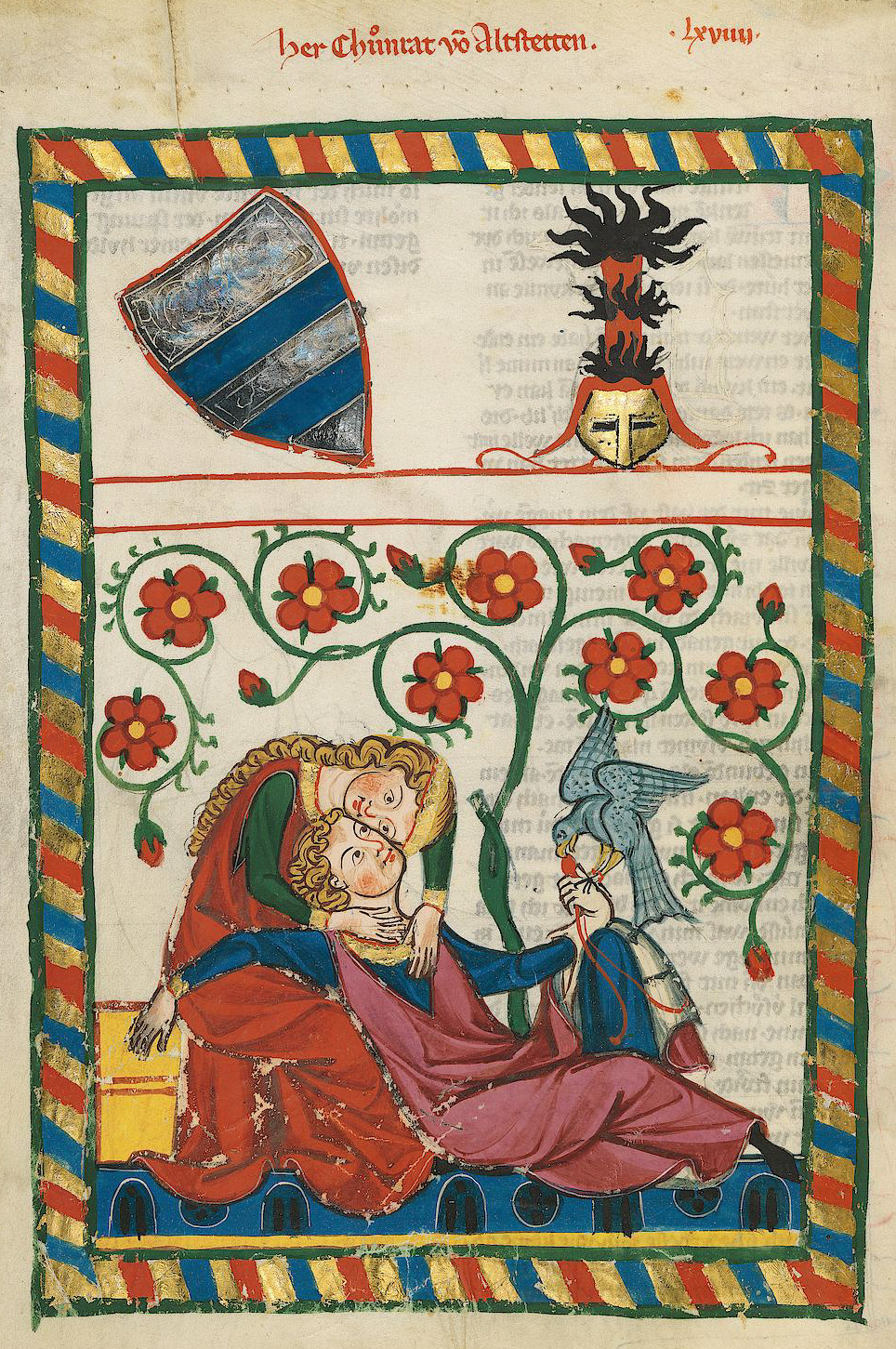
Конрад фон Альтштеттен, Манеський кодекс
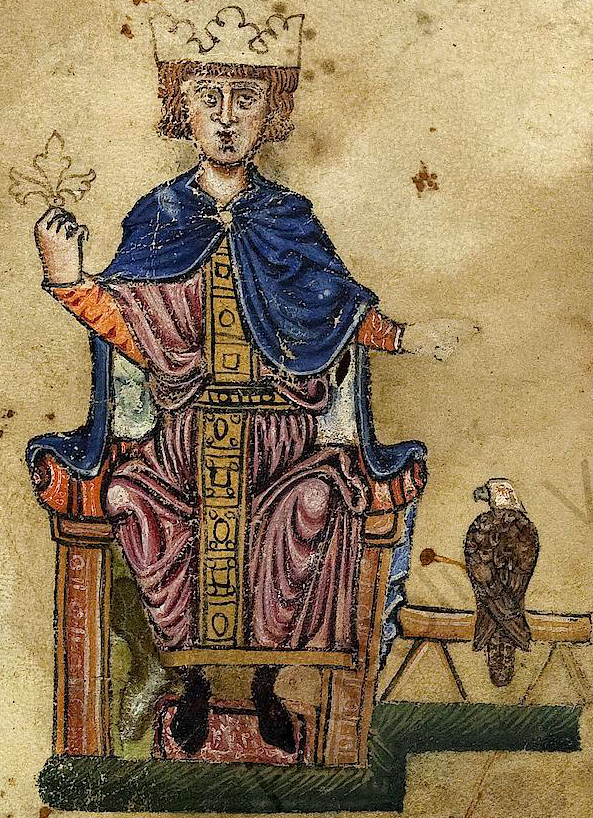
Фрідріх II, зображений у De arte venandi cum avibus
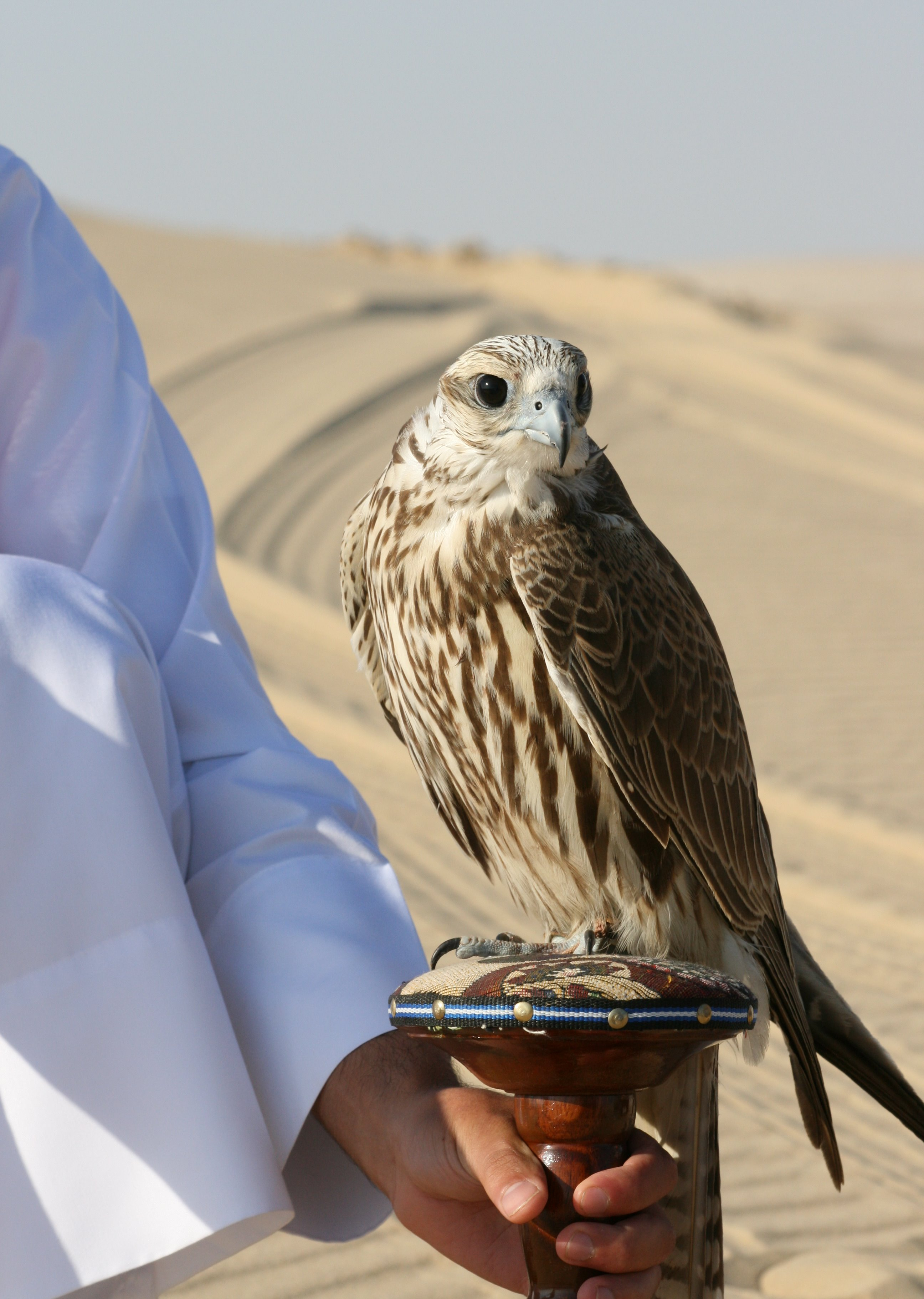
Балабан, якого тримають для соколиного полювання